# Ingemar Vänerlöv
Stig Henry Ingemar Vänerlöv, född 4 november 1944 i Vänersborg, är en svensk politiker (kristdemokrat). Han var ordinarie riksdagsledamot 1998–2010, invald för Västra Götalands läns norra valkrets.

## Biografi
Vänerlöv är sedan 1953 bosatt i Vänersborg, utbildad speciallärare och hade arbetat som lärare i 30 år innan han invaldes i riksdagen.
I riksdagen var han kvittningsman 2002–2010, ledamot i justitieutskottet 1998–2002 och ledamot i trafikutskottet 2006–2010. Han var även suppleant i civilutskottet, justitieutskottet och lagutskottet.
Vänerlöv anser att den antropogena globala uppvärmningen inte bidrar till klimatförändringen ("Det finns inga belägg för att ökad koldioxidhalt har samband med ökad global uppvärmning. För närvarande ser jag absolut inga tecken på de klimatförändringar alla talar om"), och har motionerat om detta i riksdagen.
Under 2021 debatterade han sin ståndpunkt i flera insändare i tidningen TTELA.